# Ike Day
Isaac 'Ike' Day, Jr. (1925 - circa 1958) was een Amerikaanse hard bop- en bebop-drummer die actief was in Chicago. Verschillende beroemde jazzdrummers en andere musici hebben hun bewondering voor hem uitgesproken, onder wie Sonny Rollins en Jo Jones.

## Biografie
Over Days leven is maar weinig bekend. Zijn professionele loopbaan begon toen hij zeventien was, in april 1943. Een jaar later speelde hij in een band van Jesse Miller, met onder anderen Kermit Scott en Walter Buchanan, hij stond hiermee in Joe's Deluxe Club. Begin 1948 maakte hij als sideman opnames met Tom Archia and his All Stars, met onder meer Gene Ammons, Junior Mance, George Freeman en Jo Jo Adams. Met Fats Navarro, LeRoy Jackson, Clarence 'Sleepy' Anderson, Gene Ammons en Tom Archia speelde hij dat jaar in de club van Leonard Chess, de Macomba Lounge, waar Kenny Dorham en Max Roach hem in actie zagen en, volgens Duke Groner, ook Buddy Rich en Louie Bellson.
Hij was tevens betrokken bij opnames van Gene Ammons en Christine Chatman op 28 februari 1949, voor het platenlabel Aristocrat (uitgekomen op de platen Jug and Sonny, The Soulful Saxophone of Gene Ammons en Gene Ammons - Early Visions).)
In 1950 leidde hij een trio met Sonny Rollins en Vernon Bivel , vlak voordat Rollins de gevangenis inging voor drugs.
Volgens Johnny Griffin huurde Buddy Rich hem in voor zijn bigband en nam Slim Gaillard hem eind jaren 40 mee naar New York voor optredens in Minton's. Griffin vroeg Day om Philly Joe Jones te vervangen in zijn groep met Joe Morris. Volgens Griffin had Day een duo met Wilbur Ware. Contrabassist Richard Davis heeft gejamd met Ware en Day, Ahmad Jamal heeft met Day gespeeld in Palm Tavern.
Day overleed aan de gevolgen van tuberculose als gevolg van drugsmisbruik.
Ike Day werd bewonderd door veel collega-drummers, onder wie Roy Haynes, Vernel Fournier, en, volgens Wilbur Campbell, Max Roach en Art Blakey. Een andere bewonderaar was Joe Segal (zie zijn hoestekst voor Johnny Griffins debuutplaat op Blue Note, Introducing Johnny Griffin)
Jo Jones noemde hem "een van de grootste jazzdrummers die ooit heeft geleefd". Sonny Rollins noemt hem een van de beste musici met wie hij ooit heeft gewerkt.

## Discografie
Als 'sideman'
- 1948: Cabbage Head – Tom Archia[17]

1949: Gene Ammons/Christine Chatman-sessie voor Aristocrat, uitgekomen als Jug and Sonny (Chess LP 1445), The Soulful Saxophone of Gene Ammons (Chess LP 1442) en Gene Ammons - Early Visions (Cadet 2CA 60038).